# Friedhelm Ottlinger
Friedhelm Ottlinger (* 4. Juni 1930 in Witten; † 12. Februar 2001) war ein deutscher Politiker (SPD).

## Leben und Beruf
Nach dem Besuch der Volksschule und der Realschule absolvierte er eine Bäckerlehre. Von 1949 bis 1964 war er als Rohrkontrolleur in der Stahlindustrie tätig. Ab 1964 war er als Gewerkschaftssekretär und ab 1970 als Geschäftsführer der Industriegewerkschaft Metall in Witten beschäftigt. Ab 1953 war Ottlinger Mitglied der SPD.
Er war verheiratet und hatte zwei Kinder.

## Abgeordneter
Vom 29. Mai 1980 bis zum 30. Mai 1990 war Ottlinger Mitglied des Landtags von Nordrhein-Westfalen. Er wurde jeweils im Wahlkreis 123 Ennepe-Ruhr-Kreis III direkt gewählt.
Ratsmitglied der Stadt Witten war er von 1956 bis 1978. Dem Kreistag des Ennepe-Ruhr-Kreises gehörte er ab 1975 an.

## Öffentliche Ämter
Von 1967 bis 1978 war Ottlinger Oberbürgermeister der Stadt Witten und von Oktober 1979 bis Dezember 1985 ehrenamtlicher Landrat des Ennepe-Ruhr-Kreises.